# Бронепалубные крейсера типа «Коламбиа»
Бронепалубные крейсера типа «Коламбиа» — тип крейсеров американского флота. Создавались как специализированные корабли для действий на океанских коммуникациях. Всего построено 2 единицы: «Коламбиа» (англ. USS Columbia (C-12)) и «Миннеаполис» (англ. USS Minneapolis (C-13))

## Проектирование
Создание проекта было вызвано желанием получить крейсер наилучшим образом приспособленный для операций на океанских коммуникациях. Традиционные крейсера 1890-х годов как правило не обладали должным радиусом действия и не могли длительное время поддерживать высокую скорость, в отличие от трансатлантических лайнеров и пакетботов. Требовалось создать корабль весьма быстроходный, с большим запасом угля и надёжной силовой установкой. При этом он ещё и не должен был быть слишком большим, по финансовым соображениям, что предполагало ослабление вооружения и защиты.
Попытки такого рода делались в разных странах, в частности в России и Франции, но особый интерес к данному типу военных кораблей питали военные моряки США, на которых большое впечатление произвели действия рейдеров Конфедерации. Кроме того, борьба на коммуникациях должна была вестись в случае войны с Великобританией. Считалось, что в войне с англичанами, побережье США вновь, как и в годы англо-американской войны, будет блокировано превосходящими силами противника и американцам останется лишь уповать на действия крейсеров. После долгих сомнений Конгресс США выделил в середине 1890 года средства на «Колумбию», а спустя девять месяцев на «Миннеаполис».

## Конструкция

### Корпус

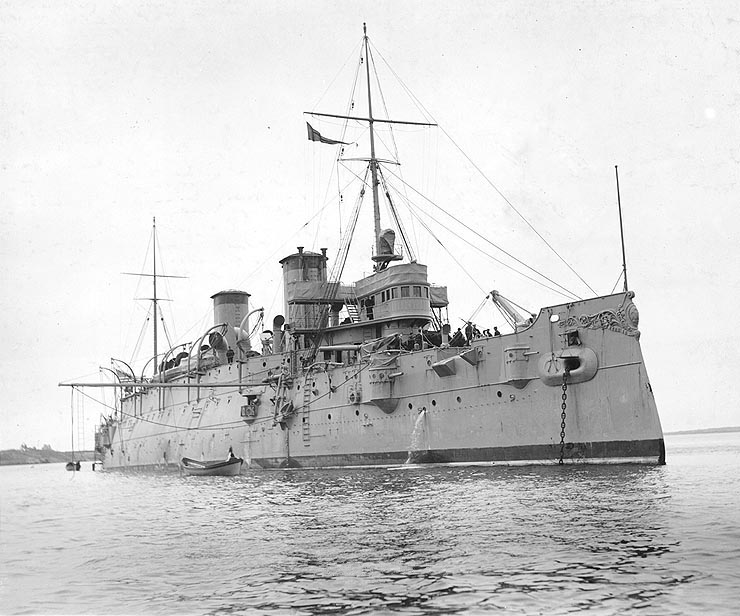
Бронепалубный крейсер «Миннеаполис».

Поскольку крейсера предназначались на роль «истребителей торговли», им намеренно придали силуэт, схожий с коммерческими лайнерами конца XIX века. Предполагалось, что это позволит сблизиться с атакуемым кораблём, не вызывая подозрений. Вместе с тем, силуэт крейсеров получился достаточно разным — «Коламбия» имела четыре дымовые трубы, а «Миннеаполис» только две. Оба крейсера были высокобортными, что обеспечивало им хорошую мореходность.

### Силовая установка
Впервые в практике американского флота на крейсерах была установлена трёхвальная силовая установка. Считалось, что в обычных походах крейсера будут пользоваться одной машиной, в крейсерстве двумя, а при преследовании особо быстроходных судов — тремя. Однако эти машины заняли очень много места, но при этом оказались неэкономичными. Хотя даже нормальный запас угля составлял 1670 тонн, достичь запланированной дальности не удалось. На испытаниях оба крейсера показали контрактную скорость более 22 узлов, но в 1894 году это не считалось выдающимся достижением. Машины оказались достаточно надёжны и крейсера могли долго поддерживать высокую скорость, но и в дальних походах «Коламбиа» и «Миннеаполис» не демонстрировали исключительных результатов. В 1895 году крейсер «Коламбиа» пересёк Атлантику за 6 суток, 23 часа и 49 минут, но в те годы ряд пассажирских и военных кораблей проходил этот же путь заметно быстрее.

### Бронирование
Основой защиты являлась броневая палуба. Её плоская часть имела толщину 37 мм, а на скосах утолщалась. Толщина скосов в районе энергетической установки достигала 102 мм. Боевая рубка защищалась 127-миллиметровой бронёй. 102-мм пушки устанавливались в казематах с толщиной брони 102 мм, орудия в оконечностях защищались броневыми щитами.

### Вооружение
Состав вооружения был продиктован модными в то время теориями, согласно которым, в носовой части крейсеру необходимо иметь побольше орудий с высокой скорострельностью, что позволит засыпать преследуемое судно градом снарядов. В кормовой же части необходимо иметь тяжёлое орудие, в надежде, что даже одно удачное попадание крупнокалиберного снаряда заставит более мощного противника прекратить погоню.
В носу размещалось два 152-мм орудия Mark 4 с длиной ствола 40 калибров. Его масса составляла 6065 кг. Оно стреляло снарядами весом 47.7 кг с начальной скоростью 655 м/с. В корме устанавливалось одиночное 203-мм орудие Mark 5 с длиной ствола 40 калибров. Оно стреляло 118-кг снарядами с начальной скоростью 762 м/с. Впоследствии его заменили 152-мм орудием. Бортовая артиллерия состояла из восьми 102-мм орудий Mark 1. При массе 1537 кг, оно стреляло снарядом весом 15 кг с начальной скоростью 610 м/с.
Прочая артиллерия была представлена маломощными орудиями калибров 57-мм и 37-мм. Последние могли выпускать до 25 снарядов в минуту.

## Служба
- «Коламбиа» — заложен 30 декабря 1890 года на верфи «Крамп» (англ. William Cramp & Sons) в Филадельфии, спущен на воду 26 июля 1892 года, вошёл в строй 23 апреля 1894 года. В 1906 — 1917 годах находился в резерве. В 1918 году участвовал в конвойных операциях в Атлантике. Списан 26 января 1922 года и продан на слом.

- «Миннеаполис» — заложен 16 декабря 1891 года на верфи «Крамп» в Филадельфии, спущен на воду 12 августа 1893 года, вошёл в строй 13 декабря 1894 года. В 1906 — 1917 годах находился в резерве. В 1918 году участвовал в конвойных операциях в Атлантике. Списан 5 августа 1921 года и продан на слом[11].

## Оценка проекта
«Охотники» на которых возлагали столь большие надежды, на практике оказались весьма неудачными кораблями. При отнюдь не выдающихся показателях скорости и дальности, они были весьма слабо вооружены, даже в сравнении с крейсерами меньшего водоизмещения. Особенно странно выглядел выбор в качестве средней артиллерии 102-миллиметровых орудий. Торговое судно можно было потопить из любой пушки и её даже необязательно было защищать бронёй, но для боя с настоящим крейсером они были слишком слабы. Ещё одним крупным недостатком стал огромный расход угля, дорого обходившийся флоту. Поэтому после нескольких разрекламированных походов, «Коламбиа» и «Миннеаполис» поставили на прикол. Даже во время Первой мировой войны на них возлагали лишь второстепенные задачи, а почти сразу после её окончания отправили на слом.